# ممفیس گریزلیز
ممفیس گریزلیز (به انگلیسی: Memphis Grizzlies) یکی از تیم‌های حاضر در اتحادیه ملی بسکتبال آمریکا است.
«ممفیس گریزلیز» به طور محلی به عنوان «گریز» نامیده می شود یک تیم حرفه ای آمریکایی بسکتبال مستقر در ممفیس، تنسی است. گریزلیز در اتحادیه ملی بسکتبال (NBA) به عنوان عضوی از بخش جنوب غربی NBA در کنفرانس غرب این لیگ رقابت می‌کند. گریزلیز بازی های خانگی خود را در فدکس فروم انجام می دهد. گریزلیز در حال حاضر تنها تیم در لیگ‌های ورزشی حرفه‌ای اصلی آمریکای شمالی مستقر در شهر ممفیس است. این تیم در ابتدا با نام ونکوور گریزلیز در شهر ونکوور کانادا تأسیس شد و در فصل ۱۹۹۵-۹۶ به لیگ ان‌‌بی‌ای پیوست. پس از پایان فصل ۰۱-۲۰۰۰ گریزلیز ونکوور را ترک کرد و به ممفیس نقل مکان کرد.

## بازیکنان

### سابق
حامد حدادی، عضو تیم ملی بسکتبال ایران که در المپیک ۲۰۰۸ پکن بازی خوبی ارائه کرد، با این تیم بسکتبال قرارداد امضا کرد و چند سال عضو این تیم بود. رودی گی دیگر بازیکن نامدار این تیم بود.

### کنونی
از بازیکنان مهم این تیم می‌توان مارک گسال، تونی آلن دیلون بروکس زاک رندالف و جا مورانت را نام برد.

## نگارخانه

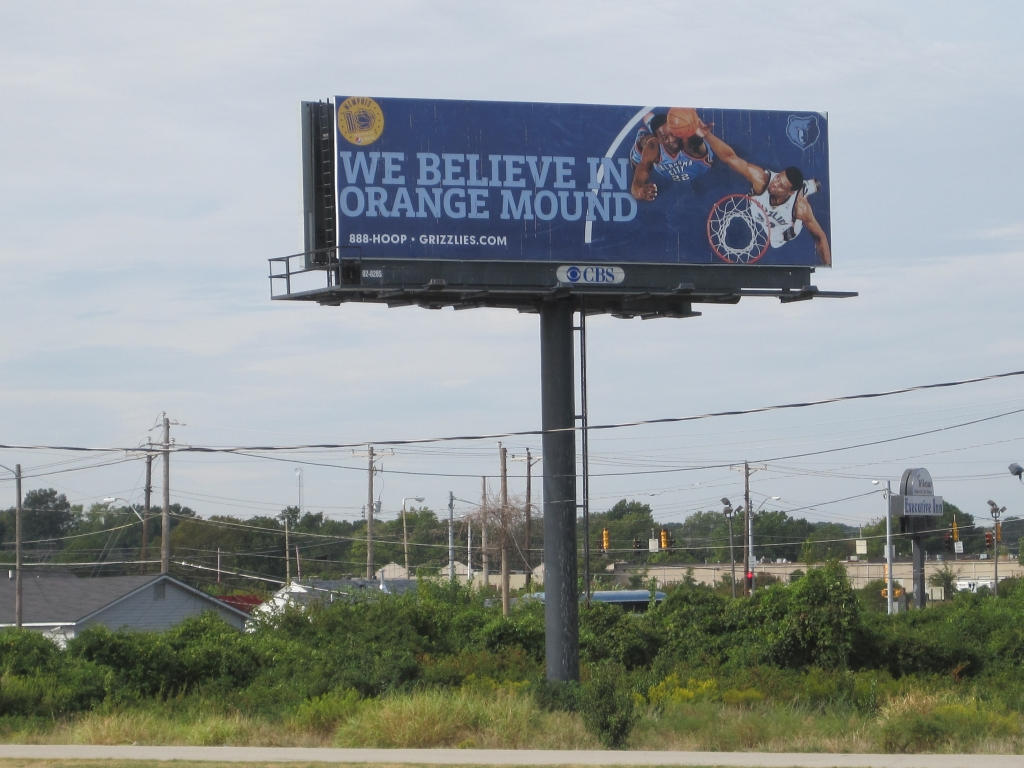
تبلیغ تیم گریزلیز در جوار جاده فرودگاه بین‌المللی ممفیس
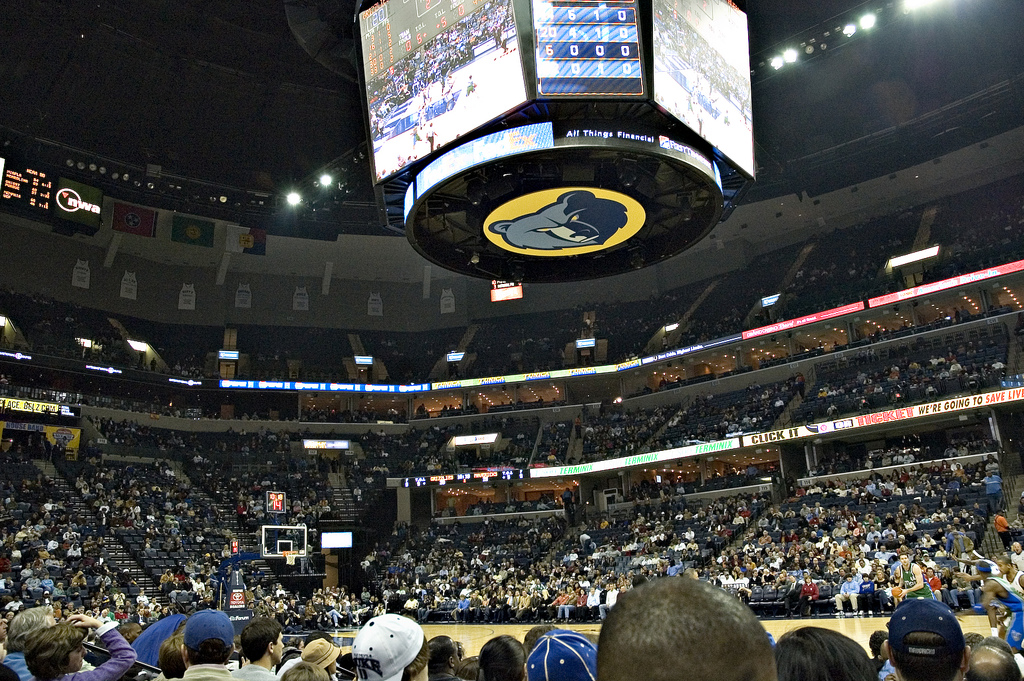
فدکس فروم
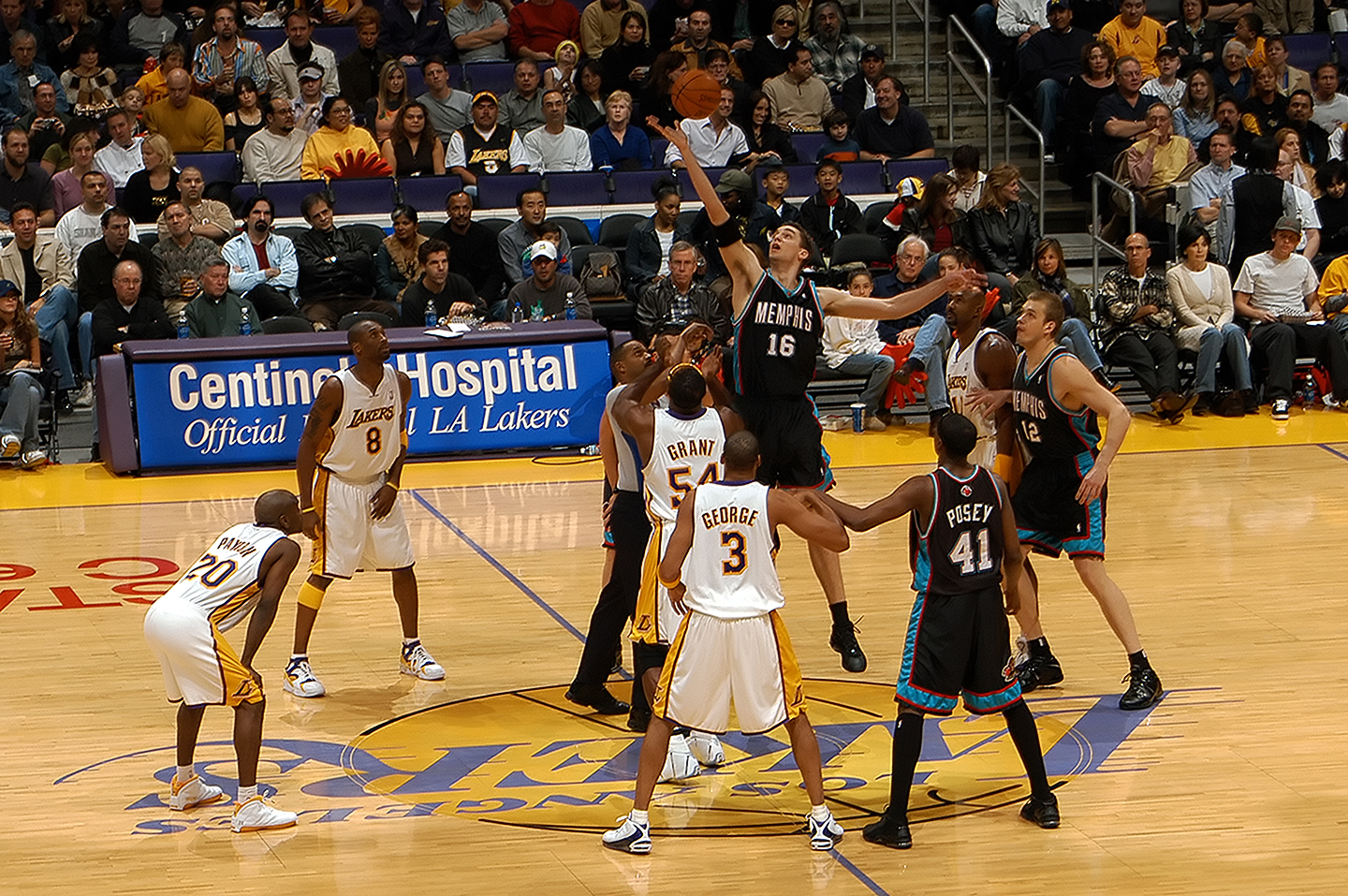
در مصاف با لس آنجلس لیکرز
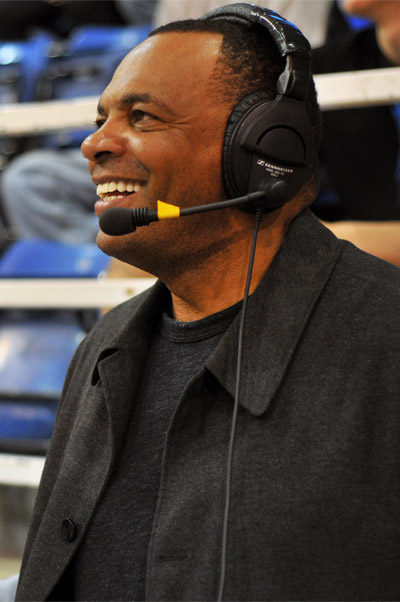
لیونل هالینز

## وبگاه رسمی
- Memphis Grizzlies